# Shea McAleese
Pour les articles homonymes, voir McAleese.
Shea McAleese est un joueur de hockey sur gazon néo-zélandais évoluant au poste de milieu de terrain au Central Falcons et annonçant sa fin de carrière internationale après 320 sélections.

## Biographie
Shea est né le 7 août 1984 à Napier.

## Carrière
Il a été appelé en équipe nationale première en 2008 pour concourir aux Jeux olympiques d'été à Pékin, en Chine.

## Palmarès
- : 2e aux Jeux du Commonwealth en 2018
- : 2e à la Coupe d'Océanie en 2019
- : 3e aux Jeux du Commonwealth en 2010